# Darstellungsring
Der Darstellungsring einer Gruppe ist in der Mathematik vor allem in der Darstellungstheorie, aber auch in Algebra, Topologie und K-Theorie von Bedeutung.

## Definition
Der Darstellungsring einer Gruppe {\displaystyle G} wird definiert als die abelsche Gruppe der formalen Differenzen von Darstellungen, mit direkter Summe und Tensorprodukt als Addition und Multiplikation.
Für endliche oder kompakte Gruppen kann man den Darstellungsring äquivalent definieren als die abelsche Gruppe
{\displaystyle R(G)=\{\sum _{j=1}^{m}a_{j}\tau _{j}|a_{j}\in \mathbb {Z} ,\tau _{j},j=1,\dotsc ,m\,\,{\text{ alle}}{\text{ irreduziblen}}{\text{ Darstellungen}}{\text{ von }}G{\text{ über }}\mathbb {C} \,\,{\text{ bis}}{\text{ auf}}{\text{ Isomorphie}}\},}
die mit komponentenweiser Addition sowie der durch die Zerlegung des Tensorprodukts als direkte Summe irreduzibler Darstellungen als Multiplikation zum Ring wird. Die Elemente von {\displaystyle R(G)} heißen virtuelle Darstellungen.

## Operationen

### Direkte Summe
Seien {\displaystyle (\rho _{1},V_{\rho _{1}})} und {\displaystyle (\rho _{2},V_{\rho _{2}})} zwei Darstellungen einer Gruppe {\displaystyle G}.
Die direkte Summe von Darstellungen definiert eine Addition
{\displaystyle \left[\rho _{1}\right]+\left[\rho _{2}\right]:=\left[\rho _{1}\oplus \rho _{2}\right]}
auf {\displaystyle R(G)}.

### Tensorprodukt
Seien {\displaystyle G_{1}} und {\displaystyle G_{2}} zwei Gruppen mit jeweiligen Darstellungen {\displaystyle (\rho _{1},V_{\rho _{1}})} und {\displaystyle (\rho _{2},V_{\rho _{2}}),} dann ist {\displaystyle \rho _{1}\otimes \rho _{2}} eine Darstellung des direkten Produkts {\displaystyle G_{1}\times G_{2}}, das  Tensorprodukt der beiden Darstellungen.
Das definiert einen Homomorphismus
{\displaystyle R(G_{1})\otimes _{\mathbb {Z} }R(G_{2})\to R(G_{1}\times G_{2}),}
wobei {\displaystyle R(G_{1})\otimes _{\mathbb {Z} }R(G_{2})} das Tensorprodukt der Darstellungsringe als {\displaystyle \mathbb {Z} }-Moduln ist. Für {\displaystyle G_{1}=G_{2}} erhält man durch Verknüpfung mit dem durch die Diagonaleinbettung {\displaystyle G\to G\times G} definierten Homomorphismus {\displaystyle R(G\times G)\to R(G)} insbesondere eine Multiplikation
{\displaystyle R(G)\otimes _{\mathbb {Z} }R(G)\to R(G)}.

### Äußeres Produkt
Für jede Darstellung einer Gruppe {\displaystyle G} und jede natürliche Zahl {\displaystyle n} kann man das {\displaystyle n}-te äußere Produkt definieren, welches wiederum eine Darstellung von {\displaystyle G} ist. Dies definiert eine Folge von Operationen
{\displaystyle \lambda ^{n}\colon R(G)\to R(G)},
die {\displaystyle R(G)} zu einem λ-Ring machen.

### Adams-Operationen
Die Adams-Operationen {\displaystyle \Psi ^{k}\colon R(G)\to R(G)} auf dem Darstellungsring einer kompakten Gruppe werden durch ihre Wirkung auf Charakteren definiert:
{\displaystyle \Psi ^{k}(\chi (g))=\chi (g^{k})}.
Sie definieren Ringhomomorphismen und ihre Wirkung auf {\displaystyle d}-dimensionalen Darstellungen lässt sich beschreiben durch
{\displaystyle \Psi ^{k}(\rho )=N_{k}(\Lambda ^{1}\rho ,\Lambda ^{2}\rho ,\ldots ,\Lambda ^{d}\rho )}
wobei {\displaystyle \Lambda ^{i}\rho } die äußeren Potenzen von {\displaystyle \rho } sind und {\displaystyle N_{k}} die {\displaystyle k}-te Potenzsumme als Summe der elementarsymmetrischen Funktionen in {\displaystyle d} Variablen ausdrückt.

## Beispiele
- Für die zyklische Gruppe {\displaystyle \mathbb {Z} /n\mathbb {Z} } ist

{\displaystyle R(\mathbb {Z} /n\mathbb {Z} )=\mathbb {Z} \left[X\right]/(X^{n}-1)},
wobei {\displaystyle X} einer 1-dimensionalen Darstellung entspricht, die den Erzeuger von {\displaystyle \mathbb {Z} /n\mathbb {Z} } auf eine {\displaystyle n}-te primitive Einheitswurzel abbildet.
- Für die symmetrische Gruppe {\displaystyle S_{3}} ist

{\displaystyle R(S_{3})=\mathbb {Z} \left[X,Y\right]/(XY-Y,X^{2}-1,Y^{2}-X-Y-1)},
wobei {\displaystyle X} der 1-dimensionalen alternierenden Darstellung und {\displaystyle Y} der 2-dimensionalen irreduziblen Darstellung von {\displaystyle S_{3}} entspricht.
- Für die Kreisgruppe {\displaystyle S^{1}=\mathbb {R} /\mathbb {Z} } ist

{\displaystyle R(S^{1})=\mathbb {Z} \left[X,X^{-1}\right]}.
- Für die spezielle unitäre Gruppe {\displaystyle SU(n)} ist

{\displaystyle R(SU(n))=\mathbb {Z} \left[X_{1},\ldots ,X_{n}\right]/(X_{1}\ldots X_{n}-1)},
wobei {\displaystyle X_{i}} der Darstellung entspricht, die eine Diagonalmatrix auf ihren {\displaystyle i}-ten Diagonaleintrag abbildet.

## Darstellungsringe kompakter Gruppen
Im Folgenden sei {\displaystyle G} eine kompakte (z. B. endliche) Gruppe.

### Charaktere und Darstellungsringe
Der Charakter definiert einen Ringhomomorphismus in die Menge aller Klassenfunktionen auf {\displaystyle G} mit komplexen Werten
{\displaystyle {\begin{aligned}\chi :R(G)&\to \mathbb {C} _{\text{class}}(G)\\\sum a_{j}\tau _{j}&\mapsto \sum a_{j}\chi _{j},\end{aligned}}}
wobei {\displaystyle \chi _{j}} die zu {\displaystyle \tau _{j}} gehörigen irreduziblen Charaktere sind.
Für kompakte Gruppen {\displaystyle G} wird eine Darstellung durch ihren Charakter festgelegt, demzufolge ist {\displaystyle \chi } injektiv. Die Bilder von {\displaystyle \chi } heißen virtuelle Charaktere.

Da die irreduziblen Charaktere eine Orthonormalbasis von {\displaystyle \mathbb {C} _{\text{class}}} bilden, induziert {\displaystyle \chi } einen Isomorphismus
{\displaystyle \chi _{\mathbb {C} }:R(G)\otimes \mathbb {C} \longrightarrow \mathbb {C} _{\text{class}}(G),}
indem man die Abbildung auf einer Basis aus reinen Tensoren {\displaystyle (\tau _{j}\otimes 1)_{j=1,\dotsc ,m}} definiert durch {\displaystyle \chi _{\mathbb {C} }(\tau _{j}\otimes 1)=\chi _{j}} bzw. {\displaystyle \chi _{\mathbb {C} }(\tau _{j}\otimes z)=z\chi _{j},} und dann bilinear fortsetzt.
Wir schreiben {\displaystyle {\mathcal {R}}^{+}(G)} für die Menge aller Charaktere auf {\displaystyle G} und {\displaystyle {\mathcal {R}}(G)} für die von {\displaystyle {\mathcal {R}}^{+}(G)} erzeugte Gruppe, d. h., für die Menge aller Differenzen von zwei Charakteren. Es gilt
{\displaystyle {\mathcal {R}}(G)=\mathbb {Z} \chi _{1}\oplus \cdots \oplus \mathbb {Z} \chi _{m}\,\,\,{\text{und}}\,\,\,{\mathcal {R}}(G)={\text{Im}}(\chi )=\chi (R(G)).}
Damit gilt also {\displaystyle R(G)\cong {\mathcal {R}}(G),} also entsprechen sich virtuelle Charaktere und virtuelle Darstellungen in optimaler Weise.
Da {\displaystyle {\text{Im}}(\chi )={\mathcal {R}}(G),} ist {\displaystyle {\mathcal {R}}(G)} die Menge aller virtuellen Charaktere. Da das Produkt zweier Charaktere einen Charakter liefert, ist {\displaystyle {\mathcal {R}}(G)} ein Unterring des Rings {\displaystyle \mathbb {C} _{\text{class}}(G)} aller Klassenfunktionen auf {\displaystyle G.} Da die {\displaystyle \chi _{i}} eine Basis von {\displaystyle \mathbb {C} _{\text{class}}(G)} bilden, erhalten wir, wie schon für {\displaystyle R(G),} die Isomorphie {\displaystyle \mathbb {C} \otimes {\mathcal {R}}(G)\cong \mathbb {C} _{\text{class}}(G).}

### Einschränkung und Induktion
Sei {\displaystyle H} eine Untergruppe von {\displaystyle G,} so definiert die Einschränkung einen Ringhomomorphismus
{\displaystyle {\begin{aligned}{\mathcal {R}}(G)&\to {\mathcal {R}}(H)\\\phi &\mapsto \phi |_{H},\end{aligned}}}
den wir mit {\displaystyle {\text{Res}}_{H}^{G}} oder {\displaystyle {\text{Res}}} bezeichnen.
Ebenso definiert die Induktion auf Klassenfunktionen einen Homomorphismus abelscher Gruppen
{\displaystyle \textstyle {\mathcal {R}}(H)\to {\mathcal {R}}(G),} der mit {\displaystyle {\text{Ind}}_{H}^{G}} bzw. {\displaystyle {\text{Ind}}} bezeichnet wird.

Nach der Frobeniusreziprozität sind die beiden Homomorphismen adjungiert zueinander bezüglich der bilinearen Formen {\displaystyle \langle \cdot ,\cdot \rangle _{H}} und {\displaystyle \langle \cdot ,\cdot \rangle _{G}.} Weiterhin zeigt die Formel
{\displaystyle {\text{Ind}}(\varphi \cdot {\text{Res}}(\psi ))={\text{Ind}}(\varphi )\cdot \psi ,}
dass das Bild von {\displaystyle {\text{Ind}}:{\mathcal {R}}(H)\to {\mathcal {R}}(G)} ein Ideal des Ringes {\displaystyle {\mathcal {R}}(G)} ist.

Analog kann man über die Einschränkung von Darstellungen die Abbildung {\displaystyle {\text{Res}}} und über die Induktion die Abbildung {\displaystyle {\text{Ind}}} für {\displaystyle R(G)} definieren. Mit der Frobeniusreziprozität erhält man dann, dass die Abbildungen adjungiert zueinander sind und dass das Bild {\displaystyle {\text{Im}}({\text{Ind}})={\text{Ind}}(R(H))} ein Ideal in {\displaystyle R(G)} ist.
Falls {\displaystyle A} ein kommutativer Ring ist, lassen sich die Homomorphismen {\displaystyle {\text{Res}}} und {\displaystyle {\text{Ind}}} zu {\displaystyle A}-linearen Abbildungen fortsetzen:
{\displaystyle {\begin{aligned}A\otimes {\text{Res}}:A\otimes R(G)&\to A\otimes R(H)\\(a\otimes \sum a_{i}\tau _{i})&\mapsto (a\otimes \sum a_{i}{\text{Res}}(\tau _{i}))\end{aligned}}}
{\displaystyle {\begin{aligned}A\otimes {\text{Ind}}:A\otimes R(H)&\to A\otimes R(G)\\(a\otimes \sum a_{j}\eta _{j})&\mapsto (a\otimes \sum a_{j}{\text{Ind}}(\eta _{j})),\end{aligned}}}
wobei {\displaystyle \eta _{j}} die irreduziblen Darstellungen von {\displaystyle H} bis auf Isomorphie sind.
Mit {\displaystyle A=\mathbb {C} } erhalten wir insbesondere, dass {\displaystyle {\text{Ind}}} und {\displaystyle {\text{Res}}} Homomorphismen zwischen {\displaystyle \mathbb {C} _{\text{class}}(G)} und {\displaystyle \mathbb {C} _{\text{class}}(H)} liefern.

### Maximale Tori
Für eine kompakte, zusammenhängende Lie-Gruppe {\displaystyle G} hat man einen durch Einschränkung definierten Isomorphismus
{\displaystyle R(G)\simeq R(T)^{W}},
wobei {\displaystyle T\subset G} ein maximaler Torus und {\displaystyle W} die auf {\displaystyle T} wirkende Weyl-Gruppe ist.

### Darstellungsring des Produkts kompakter Gruppen
Alle irreduziblen Darstellungen von {\displaystyle G_{1}\times G_{2}} sind genau die Darstellungen {\displaystyle \eta _{1}\otimes \eta _{2}}, für die {\displaystyle \eta _{1},\eta _{2}} irreduzible Darstellungen von {\displaystyle G_{1}} bzw. {\displaystyle G_{2}} sind. Dies überträgt sich auf den Darstellungsring als Identität
{\displaystyle R(G_{1}\times G_{2})=R(G_{1})\otimes _{\mathbb {Z} }R(G_{2}).}

### Satz von Artin
Sei {\displaystyle X} eine Familie von Untergruppen einer endlichen Gruppe {\displaystyle G.} Sei {\displaystyle {\text{Ind}}\colon \bigoplus _{H\in X}R(H)\to R(G)} der Homomorphismus, definiert durch die Familie der {\displaystyle {\text{Ind}}_{H}^{G},\,\,H\in X.} Dann sind die folgenden Eigenschaften äquivalent:
- Der Kokern von {\displaystyle {\text{Ind}}:\bigoplus _{H\in X}R(H)\to R(G)} ist endlich.
- {\displaystyle G} ist die Vereinigung der Konjugate der zu {\displaystyle X} gehörenden Untergruppen, also {\displaystyle G=\bigcup _{H\in X \atop s\in G}sHs^{-1}.}

## Beziehung zur K-Theorie
Der Darstellungsring ist isomorph zur algebraischen K-Theorie der Gruppenalgebra:
{\displaystyle R(G)\simeq K_{0}(\mathbb {C} G)}.
Der Darstellungsring einer kompakten Lie-Gruppe ist isomorph zur äquivarianten K-Theorie des Punktes:
{\displaystyle R(G)\simeq K_{G}(*)}.